# Maria Rohm
Maria Rohm (Wenen, 13 augustus 1945 - Toronto, 18 juni 2018) was een Oostenrijkse actrice.
Geboren als Helga Grohmann in Wenen, begon ze haar acteercarrière op zeer jonge leeftijd en werkte als kindacteur in het beroemde Weense Burgtheater van 4 tot 13 jaar. Ze zette haar theatrale werk voort tot ze 18 was toen ze auditie deed voor de Britse filmproducent Harry Alan Towers, met wie ze later zou trouwen. Ze werkte samen met Towers en werd beroemd door het verschijnen in een aantal films geregisseerd door Jesús Franco eind jaren zestig.
Rohm bleef getrouwd met Towers van 1964 tot aan zijn dood in 2009. Ze stopte met acteren in 1976, maar bleef onafhankelijke films produceren.
Rohm stierf in Toronto op 18 juni 2018 op 72-jarige leeftijd.

## Filmografie
- Five Golden Dragons (1967)
- The Million Eyes of Sumuru (1967)
- The Vengeance of Fu Manchu (1967)
- The House of 1,000 Dolls (1967)
- The Blood of Fu Manchu (1968)
- 99 Women (1969)
- The Girl from Rio (1969)
- Marquis de Sade: Justine (1969)
- Paroxismus (1969)
- Eugenie... the Story of Her Journey into Perversion (1970)
- The Bloody Judge (1970)
- Count Dracula (1970)
- Dorian Gray (1970)
- Black Beauty (1971)
- Treasure Island (1972)
- The Call of the Wild (1972)
- And Then There Were None (1974)
- Blue Belle (1976)

- Biblioteca Nacional de España: XX1432666
- Bibliothèque nationale de France: cb16709374r (data)
- Gemeinsame Normdatei: 1161673377
- International Standard Name Identifier: 0000 0000 6109 6510
- Library of Congress Control Number: no2017014371
- Système universitaire de documentation: 25082714X
- Virtual International Authority File: 87185301
- WorldCat: E39PBJycKWKV4r36P9XkhD6HYP